# Knockin' on Heaven's Door
«Knockin’ on Heaven’s Door» o en español «Llamando a las puertas del cielo» es una canción del músico estadounidense Bob Dylan, publicada en la banda sonora de la película de Sam Peckinpah, Pat Garrett y Billy the Kid.
La canción describe el colapso de un ayudante de sheriff, que fallece a causa de una herida de bala. En la canción, el ayudante dice: «Mamá, quítame esta placa, no puedo usarla nunca más». La canción se compone de cuatro acordes en tonalidad de sol mayor: G, D, Am7 y C. El patrón básico en toda la canción es G-D-Am7-Am7 y luego G-D-C-C, que se repite. El biógrafo de Dylan, Clinton Heylin, describe esta canción como "un ejercicio de espléndida simplicidad".
El sencillo alcanzó el puesto doce en la lista estadounidense Billboard Hot 100. En 2004, fue votada como la número 190 por los representantes de la industria de la música y prensa en la revista Rolling Stone como parte de Las 500 mejores canciones de todos los tiempos. También ha sido versionada por Roger Waters, U2, Bon Jovi, Grateful Dead, Lana del Rey, Antony and the Johnsons, Avril Lavigne, Eric Clapton, Luis Eduardo Aute, entre otros. Esta canción también fue versionada e incluida por la banda de hard rock Guns N' Roses en el álbum Use Your Illusion II.

## Origen y lírica
Entre los temas grabados en los estudios de Discos de la CBS en México el 20 de enero de 1973, estaba "Goodbye Holly", que, junto con "Billy", era la única canción no instrumental de la banda sonora escrita por Dylan en esta etapa de la producción. A Jerry Fielding, el arreglista musical de Sam Peckinpah, no le gustó; como ha escrito Clinton Heylin, "estaba acostumbrado a trabajar con gente que sabía leer música, no con aquellos a los que les gustaba reinventarla " y más tarde se arrepintió de que "Dylan nunca entendió lo que yo quería". El mismo Dylan comentó: "Su amigo Fielding se volverá loco cuando escuche esto".
Por lo tanto, Dylan tuvo que volver al trabajo. Mientras se filmaba la película en México, escribió "Knockin' on Heaven's Door". Las dos primeras líneas se le ocurrieron de inmediato, "Mamá, quítame esta placa / no puedo usarla más". Estas fueron las palabras del Sheriff Colin Baker (Slim Pickens), que había sido fatalmente herido por la banda de Billy the Kid ante los ojos de su esposa (Katy Jurado). En 1985, Dylan le confió a Cameron Crowe, "Lo escribí para Slim Pickens y Katy Jurado. Pero más allá de la necesidad de ilustrar musicalmente esta escena, Dylan también envió un mensaje de paz a América, que estaba traumatizada por el resultado de la guerra de Vietnam y el escándalo de Watergate. En este contexto, el protagonista de la canción se convierte de repente en un soldado que está en su lecho de muerte, cuestionando el valor de sus acciones y pareciendo rechazar cualquier tipo de gloria. "Está oscureciendo, demasiado oscuro para que yo lo vea / siento que estoy llamando a la puerta del cielo." El Día del Juicio Final se acerca. Le está pidiendo a su madre que baje las armas porque "esa larga nube negra" está descendiendo sobre él. ¿Es digno de entrar por las puertas del cielo? Esta canción tiene una extraordinaria dimensión mística que es típica de Dylan.

## Producción
Cuatro acordes, un estribillo que suena como una canción infantil, y dos coplas muy simples y Dylan tuvo su más irresistible éxito desde "Lay, Lady, Lay". Esta canción de góspel-rock se construyó de forma muy sencilla: la guitarra eléctrica de McGuinn tocando arpegios, Dylan rasgueando con la guitarra acústica, el armonio de Fortina, los fundamentos del bajo de Paul y la batería de Keltner permaneciendo muy discreta, con rim-shots y un breve retraso en la primera copla. Todo estaba acompañado por un gran coro y mucha reverberación en la voz de Dylan. "Knockin' on Heaven's Door" fue un éxito, un cometa en el cielo que debió sorprender a los productores de la película por su calidad, muy superior al resto de la banda sonora. Jim Keltner recordó: "En aquellos días estabas en un gran escenario de sonido, y tenías una pantalla enorme que puedes ver en la pared [con] la escena... corriendo cuando estás tocando. Lloré durante toda esa toma".
Hubo varias versiones de esta canción. Sam Peckinpah quería primero un instrumental, con el que Dylan accedió. Luego una variación, con la voz. Luego una versión cantada y orquestada que se guardó para la banda sonora. Se utilizó otra versión para producir un sencillo (con "Turkey Chase" en el lado B). Este sencillo, que salió el 13 de julio de 1973, llegó al número 12 y 14 de las listas de éxitos de EE. UU. y el Reino Unido, respectivamente, el 29 de septiembre y el 6 de octubre. Desde el concierto en el Estadio de Chicago el 4 de enero de 1974, hasta 2004, Bob Dylan interpretó "Knockin' on Heaven's Door" con regularidad. También la tocó durante el concierto para celebrar el trigésimo aniversario de su carrera.

## Versiones
En 1975, Eric Clapton grabó "Knockin' on Heaven's Door" versionado en ritmo de reggae. En 1987, Guns N' Roses comenzó a incluir la canción en su repertorio, siendo versionada en forma de power ballad. El cover alcanzó el número 2 en la lista de sencillos del Reino Unido en mayo de 1992. Muchos otros artistas hicieron versiones de la canción, incluyendo a Larry Williams, Grateful Dead, Avril Lavigne, Phil Collins, Mark Knopfler, Bruce Springsteen, Led Zeppelin, U2 y  Antony and the Johnsons.